# Stiftung Charité
Die Stiftung Charité ist eine unabhängige, privatrechtliche und gemeinnützige Stiftung. Sie wurde 2005 von der Unternehmerin und Stifterin Johanna Quandt (1926–2015) gegründet. Die Stiftung Charité trägt dazu bei, dass die Charité – Universitätsmedizin Berlin und ihre Partnereinrichtungen das Potenzial Berlins, sich als führender Standort der Lebenswissenschaften im internationalen Vergleich zu etablieren, vollständig und nachhaltig entfalten können.
Sie fördert die Lebenswissenschaften in Berlin über Förderprogramme in den drei Bereichen Innovationsförderung, Wissenschaftsförderung und Open Life Science.

## Geschichte
Johanna Quandt gründete die Stiftung Charité mit dem Zweck, die Lebenswissenschaften und die Universitätsmedizin in Berlin in der gesamten Breite von Wissenschaft, Forschung, Bildung und Gesundheitsversorgung zu fördern.
Vorgeschichte: Max Rubner (1854–1932), Großvater von Johanna Quandt, prägt als Mediziner und Pionier der Ernährungsphysiologie die Lebenswissenschaften in Berlin über verschiedene Stationen – von seiner Berufung auf den Lehrstuhl für Hygiene in der Nachfolge Robert Kochs im Jahr 1891 bis zu seinem Tod 1932.
2005: Gründung der Stiftung Charité durch Johanna Quandt: Die Förderung unternehmerischen Denkens und Handelns an der Charité – Universitätsmedizin bildet einen ersten Schwerpunkt.
2012: Startschuss für die Private Exzellenzinitiative Johanna Quandt, realisiert durch eine gesonderte Zuwendung der Stifterin an die Stiftung Charité: Zwischen 2013 und 2022 werden unterschiedliche Programme zur Förderung von herausragenden Wissenschaftspersönlichkeiten aller Karrierestufen vom Studium bis zur Professur entwickelt und umgesetzt. Mit insgesamt 550 Geförderten in den Programmen der Privaten Exzellenzinitiative etabliert sich die Wissenschaftsförderung als zweiter Schwerpunkt der Stiftungsarbeit.
2015: Tod von Johanna Quandt: Stefan Quandt übernimmt die Nachfolge in den Gremien der Stiftung Charité. Gemeinsam mit seiner Schwester Susanne Klatten führt er das Engagement der Mutter fort.
2021: Die Stiftung erhält zusätzliche private Mittel von Stefan Quandt und Susanne Klatten: Die Schwerpunkte in Innovations- und Wissenschaftsförderung werden weiterentwickelt; mit Open Life Science setzt die Stiftung Charité einen neuen, dritten Förderschwerpunkt.

## Förderangebote

### Innovationsförderung
Mit ihrer Innovationsförderung unterstützt die Stiftung Charité unternehmerisches Denken und den Technologietransfer. Die Förderprogramme zielen auf die Stimulation von Veränderungsideen in der Charité und ihrem Umfeld (Intrapreneurship) und auf die Förderung von konkreten Vorhaben des Technologietransfers (Entrepreneurship). Sie sind offen für alle Themen und Adressatengruppen. Die Innovationsförderung ist seit ihrer Gründung Aufgabe der Stiftung Charité. Zu den Förderprogrammen im Bereich Innovationsförderung gehört der Max-Rubner-Preis der Stiftung Charité, der erstmalig im Jahr 2021 vergeben wurde. Er istnamensgleich mit dem 1979 gestifteten Max-Rubner-Preis der Deutschen Gesellschaft für Ernährung.

### Wissenschaftsförderung
Die Wissenschaftsförderung der Stiftung Charité besteht aus Programmen zur Förderung von Rekrutierungen und Internationalisierung einerseits und zur Förderung von Wissenschaftlerinnen und Wissenschaftlern, die bereits Teil der Berliner Lebenswissenschaften sind, andererseits. Mit diesem Schwerpunkt setzt die Stiftung Charité insbesondere die Förderarbeit ihrer Privaten Exzellenzinitiative Johanna Quandt (2013–2022) fort und entwickelt die erfolgreichen Programme konsequent weiter.

### Open Life Science
Mit dem Schwerpunkt Open Life Science verbindet die Stiftung Charité den Anspruch, die Vertrauenswürdigkeit der Lebenswissenschaften zu steigern und auf eine neue Grundlage zu stellen, die die breite Öffentlichkeit stärker berücksichtigt und auf gesellschaftlicher Nachvollziehbarkeit und Teilhabe beruht. Die Stiftung Charité setzt dafür zunächst an der Schnittstelle von Wissenschaft und Medien an. Dabei ist es ihr Ziel, die Wissenschaftskommunikation der Berliner Lebenswissenschaften zu verbessern und ihre mediale Wahrnehmung zu erhöhen.

## Veranstaltungen
Die Stiftung Charité ist nicht nur in der Förderung anderer aktiv, sondern bringt sich auch selbst inhaltlich und operativ in die Berliner Lebenswissenschaften ein. Mit ihren Veranstaltungen vernetzt sie Geförderte und setzt eigene thematische Impulse. Zu den regelmäßig stattfindenden Veranstaltungsformaten der Stiftung Charité gehören Konferenzen, Management Lectures und Round Tables.